# Campeonato da NACAC de Atletismo Sub-23 de 2010 - Resultados
Esses foram os resultados do Campeonato da NACAC de Atletismo Sub-23 de 2010 que ocorreram de 9 a 11 de julho de 2010, no Complexo Desportivo Ansin, em Miramar, na Flórida, Estados Unidos. Contou com a presença de 257 atletas de 21 nacionalidades distribuídos em 44 provas. 

## Resultado masculino

### 100 metros
| Posição | Bateria | Atleta           | Nacionalidade            | Tempo | Notas |
| ------- | ------- | ---------------- | ------------------------ | ----- | ----- |
| 1       | 3       | Samuel Effah     | Canadá                   | 10.35 | Q     |
| 2       | 3       | Luther Ambrose   | Estados Unidos           | 10.36 | Q     |
| 3       | 2       | Maurice Mitchell | Estados Unidos           | 10.45 | Q     |
| 4       | 1       | Jacques Harvey   | Jamaica                  | 10.46 | Q     |
| 5       | 2       | Oshane Bailey    | Jamaica                  | 10.47 | Q     |
| 6       | 3       | Joel Dillon      | Trinidad e Tobago        | 10.51 | q     |
| 7       | 2       | Brijesh Lawrence | São Cristóvão e Neves    | 10.54 | q     |
| 8       | 3       | Antoine Adams    | São Cristóvão e Neves    | 10.57 |       |
| 9       | 1       | Keston Bledman   | Trinidad e Tobago        | 10.61 | Q     |
| 10      | 1       | Tyrone Halstead  | Canadá                   | 10.73 |       |
| 11      | 3       | Jamal Forbes     | Bahamas                  | 10.79 |       |
| 12      | 2       | Enmanuel Brioso  | República Dominicana     | 10.79 |       |
| 13      | 1       | Geovanny Felix   | República Dominicana     | 10.83 |       |
| 14      | 2       | Harold Houston   | Bermudas                 | 10.88 |       |
| 15      | 2       | Rico Tull        | Barbados                 | 10.93 |       |
| 16      | 1       | Jonathan Davis   | Bahamas                  | 10.98 |       |
| 17      | 1       | Roshano Cox      | Turcas e Caicos          | 11.04 |       |
| 18      | 3       | Kieron Rogers    | Anguila                  | 11.28 |       |
| 19      | 1       | Juan José Reyes  | México                   | 11.32 |       |
| 20      | 3       | Richard Ibeh     | Ilhas Caimã              | 11.40 |       |
| 21      | 2       | Arthur Lawrence  | São Vicente e Granadinas | 11.41 |       |
| 22      | 3       | George Bretous   | Haiti                    | DNS   |       |

| Posição           | Atleta           | Nacionalidade         | Tempo | Notas           |
| ----------------- | ---------------- | --------------------- | ----- | --------------- |
| Medalha de ouro   | Samuel Effah     | Canadá                | 10.06 | ,               |
| Medalha de prata  | Oshane Bailey    | Jamaica               | 10.11 | Recorde pessoal |
| Medalha de bronze | Maurice Mitchell | Estados Unidos        | 10.14 |                 |
| 4                 | Keston Bledman   | Trinidad e Tobago     | 10.19 |                 |
| 5                 | Jacques Harvey   | Jamaica               | 10.26 |                 |
| 6                 | Joel Dillon      | Trinidad e Tobago     | 10.36 |                 |
| 7                 | Luther Ambrose   | Estados Unidos        | 10.40 |                 |
| 8                 | Brijesh Lawrence | São Cristóvão e Neves | 10.45 |                 |

### 200 metros
| Posição | Bateria | Atleta              | Nacionalidade            | Tempo   | Notas           |
| ------- | ------- | ------------------- | ------------------------ | ------- | --------------- |
| 1       | 1       | Curtis Mitchell     | Estados Unidos           | 19.99   | Q,              |
| 2       | 2       | Brandon Byram       | Estados Unidos           | 20.31   | Q               |
| 3       | 2       | Rasheed Dwyer       | Jamaica                  | 20.64   | Q               |
| 4       | 1       | Antoine Adams       | São Cristóvão e Neves    | 20.80   | Q               |
| 5       | 2       | Tyler Harper        | Canadá                   | 20.91   | q,              |
| 6       | 2       | La'Sean Pickstock   | Bahamas                  | 21.03   | q,              |
| 7       | 1       | Harold Houston      | Bermudas                 | 21.04   |                 |
| 8       | 3       | Terence Agard       | Antilhas Holandesas      | 21.06 w | Q               |
| 9       | 3       | Ramone McKenzie     | Jamaica                  | 21.08 w | Q               |
| 10      | 3       | Brijesh Lawrence    | São Cristóvão e Neves    | 21.10 w |                 |
| 11      | 2       | Rico Tull           | Barbados                 | 21.25   | Recorde pessoal |
| 12      | 1       | Jonathan Davis      | Bahamas                  | 21.37   |                 |
| 13      | 1       | Liemarvin Bonevacia | Antilhas Holandesas      | 21.62   |                 |
| 14      | 1       | Salvador Gómez      | México                   | 22.10   |                 |
| 15      | 3       | Juan José Reyes     | México                   | 22.51 w |                 |
| 16      | 3       | Arthur Lawrence     | São Vicente e Granadinas | 22.61 w |                 |
| 17      | 1       | Tyrell Cuffy        | Ilhas Caimã              | DNF     |                 |
| 18      | 2       | George Bretous      | Haiti                    | DNS     |                 |
| 19      | 3       | Samuel Effah        | Canadá                   | DNS     |                 |
| 20      | 3       | Gustavo Cuesta      | República Dominicana     | DNS     |                 |

| Posição           | Atleta            | Nacionalidade         | Tempo   | Notas |
| ----------------- | ----------------- | --------------------- | ------- | ----- |
| Medalha de ouro   | Curtis Mitchell   | Estados Unidos        | 20.06 w |       |
| Medalha de prata  | Brandon Byram     | Estados Unidos        | 20.46 w |       |
| Medalha de bronze | Rasheed Dwyer     | Jamaica               | 20.64 w |       |
| 4                 | Ramone McKenzie   | Jamaica               | 20.94 w |       |
| 5                 | Antoine Adams     | São Cristóvão e Neves | 21.00 w |       |
| 6                 | Terence Agard     | Antilhas Holandesas   | 21.02 w |       |
| 7                 | Tyler Harper      | Canadá                | 21.03 w |       |
| 8                 | La'Sean Pickstock | Bahamas               | 21.07 w |       |

### 400 metros
| Posição | Bateria | Atleta              | Nacionalidade        | Tempo | Notas |
| ------- | ------- | ------------------- | -------------------- | ----- | ----- |
| 1       | 1       | Joey Hughes         | Estados Unidos       | 45.93 | Q     |
| 2       | 2       | Tavaris Tate        | Estados Unidos       | 45.98 | Q     |
| 3       | 1       | Zwade Hewitt        | Trinidad e Tobago    | 46.23 | Q     |
| 4       | 1       | LaToy Williams      | Bahamas              | 46.55 | q     |
| 5       | 2       | Demetrius Pinder    | Bahamas              | 46.70 | Q     |
| 6       | 1       | Tyler Harper        | Canadá               | 46.71 | q     |
| 7       | 2       | Gustavo Cuesta      | República Dominicana | 46.81 | q     |
| 8       | 2       | Teo Bennett         | Jamaica              | 46.99 | q     |
| 9       | 2       | Jonathan Reid       | Canadá               | 47.05 |       |
| 10      | 1       | Terence Agard       | Antilhas Holandesas  | 47.37 |       |
| 11      | 2       | Ade Alleyne-Forte   | Trinidad e Tobago    | 48.11 |       |
| 12      | 2       | Liemarvin Bonevacia | Antilhas Holandesas  | 48.21 |       |
| 13      | 1       | Joel Mejia          | República Dominicana | 48.33 |       |
| 14      | 2       | Alan Acosta         | México               | 48.85 |       |
| 15      | 1       | Salvador Gómez      | México               | 49.82 |       |

| Posição           | Atleta           | Nacionalidade        | Tempo | Notas           |
| ----------------- | ---------------- | -------------------- | ----- | --------------- |
| Medalha de ouro   | Tavaris Tate     | Estados Unidos       | 45.36 |                 |
| Medalha de prata  | Joey Hughes      | Estados Unidos       | 45.79 |                 |
| Medalha de bronze | Demetrius Pinder | Bahamas              | 45.90 |                 |
| 4                 | Zwade Hewitt     | Trinidad e Tobago    | 46.13 |                 |
| 5                 | Tyler Harper     | Canadá               | 46.24 |                 |
| 6                 | LaToy Williams   | Bahamas              | 46.67 |                 |
| 7                 | Teo Bennett      | Jamaica              | 46.69 | Recorde pessoal |
| 8                 | Gustavo Cuesta   | República Dominicana | 47.93 |                 |

### 800 metros
| Posição | Bateria | Atleta            | Nacionalidade        | Tempo   | Notas |
| ------- | ------- | ----------------- | -------------------- | ------- | ----- |
| 1       | 1       | Cory Primm        | Estados Unidos       | 1:50.12 | Q     |
| 2       | 2       | Charles Jock      | Estados Unidos       | 1:50.52 | Q     |
| 3       | 1       | Tayron Reyes      | República Dominicana | 1:50.58 | Q     |
| 4       | 2       | James Eichberger  | México               | 1:50.62 | Q     |
| 5       | 2       | Aaron Evans       | Bermudas             | 1:50.63 | Q     |
| 6       | 1       | Jaamal James      | Trinidad e Tobago    | 1:50.66 | Q     |
| 7       | 2       | Garvin Nero       | Trinidad e Tobago    | 1:50.68 | q     |
| 8       | 1       | Edgar Cortez      | Nicarágua            | 1:51.01 | q     |
| 9       | 1       | Jairo Troeman     | Antilhas Holandesas  | 1:52.72 |       |
| 10      | 2       | Arnold Monge      | Costa Rica           | 1:55.63 |       |
| 11      | 2       | LaQuardo Newbold  | Bahamas              | 1:57.72 |       |
| 12      | 1       | José Juan Esparza | México               | DNS     |       |

| Posição           | Atleta           | Nacionalidade        | Tempo   | Notas                 |
| ----------------- | ---------------- | -------------------- | ------- | --------------------- |
| Medalha de ouro   | Charles Jock     | Estados Unidos       | 1:45:65 | Recorde do campeonato |
| Medalha de prata  | Aaron Evans      | Bermudas             | 1:47:79 |                       |
| Medalha de bronze | Garvin Nero      | Trinidad e Tobago    | 1:48:16 |                       |
| 4                 | James Eichberger | México               | 1:48:34 |                       |
| 5                 | Cory Primm       | Estados Unidos       | 1:49:04 |                       |
| 6                 | Jaamal James     | Trinidad e Tobago    | 1:49:79 |                       |
| 7                 | Tayron Reyes     | República Dominicana | 1:51:12 |                       |
| 8                 | Edgar Cortez     | Nicarágua            | DNF     |                       |

### 1.500 metros
Final
| Posição           | Atleta                | Nacionalidade        | Tempo   | Notas                 |
| ----------------- | --------------------- | -------------------- | ------- | --------------------- |
| Medalha de ouro   | Olivier Collin        | Canadá               | 3:44:45 | Recorde do campeonato |
| Medalha de prata  | Benja Blankenship     | Estados Unidos       | 3:45:43 |                       |
| Medalha de bronze | Anthony Berkis        | Canadá               | 3:46:36 |                       |
| 4                 | Cory Nanni            | Estados Unidos       | 3:47:95 |                       |
| 5                 | José Juan Esparza     | México               | 3:50:65 |                       |
| 6                 | Diego Alberto Borrego | México               | 3:54:53 |                       |
| 7                 | Álvaro Abreu          | República Dominicana | 3:55:16 |                       |
| 8                 | George Smith          | Trinidad e Tobago    | 4:06:97 |                       |
| 9                 | Jairo Troeman         | Antilhas Holandesas  | DNS     |                       |
| 10                | Garvin Nero           | Trinidad e Tobago    | SCR     |                       |

### 5.000 metros
Final
| Posição           | Atleta                 | Nacionalidade        | Tempo    | Notas                 |
| ----------------- | ---------------------- | -------------------- | -------- | --------------------- |
| Medalha de ouro   | Diego Alberto Borrego  | México               | 14:32:90 | Recorde do campeonato |
| Medalha de prata  | Mike Crouch            | Estados Unidos       | 14:33:33 |                       |
| Medalha de bronze | Mohamed Ige            | Estados Unidos       | 14:38:95 |                       |
| 4                 | José Guadalupe Mireles | México               | 14:39:75 |                       |
| 5                 | Adrián Rodríguez       | Porto Rico           | 15:04:05 |                       |
| 6                 | Pedro Carella          | República Dominicana | 15:38:72 |                       |
| 7                 | Jeremías Saloj         | Guatemala            | SCR      |                       |

### 10.000 metros
Final
| Posição           | Atleta                    | Nacionalidade  | Tempo    | Notas |
| ----------------- | ------------------------- | -------------- | -------- | ----- |
| Medalha de ouro   | Ahmed Osman               | Estados Unidos | 30:38:22 |       |
| Medalha de prata  | Colin Mickow              | Estados Unidos | 30:42:16 |       |
| Medalha de bronze | José Guadalupe Mireles    | México         | 32:38:44 |       |
| 4                 | Alejandro Calderón Zúñiga | Costa Rica     | 33:48:14 |       |
| 5                 | Kenneth Calvo             | Costa Rica     | 35:15:49 |       |
| 6                 | Saby Luna                 | México         | SCR      |       |
| 7                 | Ismael Mondragón          | México         | SCR      |       |
| 8                 | Jeremías Saloj            | Guatemala      | SCR      |       |

### 110 metros barreiras
Final 
Vento: +3.1 m/s
| Posição           | Atleta           | Nacionalidade     | Tempo   | Notas |
| ----------------- | ---------------- | ----------------- | ------- | ----- |
| Medalha de ouro   | Ronnie Ash       | Estados Unidos    | 12.98 w |       |
| Medalha de prata  | Ryan Brathwaite  | Barbados          | 13.10 w |       |
| Medalha de bronze | Johnny Dutch     | Estados Unidos    | 13.30 w |       |
| 4                 | Shane Brathwaite | Barbados          | 13.80 w |       |
| 5                 | Emmanuel Mayers  | Trinidad e Tobago | 14.21 w |       |
| 6                 | Dennis Bain      | Bahamas           | 14.38 w |       |
| 7                 | Hansle Parchment | Jamaica           | SCR     |       |

### 400 metros barreiras
| Posição | Bateria | Atleta           | Nacionalidade        | Tempo   | Notas           |
| ------- | ------- | ---------------- | -------------------- | ------- | --------------- |
| 1       | 1       | Jeshua Anderson  | Estados Unidos       | 48.85   | Q               |
| 2       | 2       | Reginald Wyatt   | Estados Unidos       | 50.18   | Q               |
| 3       | 2       | Roxroy Cato      | Jamaica              | 50.27   | Q               |
| 4       | 1       | Winder Cuevas    | República Dominicana | 50.94   | Q               |
| 5       | 2       | Nathan Arnett    | Bahamas              | 51.01   | Q               |
| 6       | 2       | Emmanuel Mayers  | Trinidad e Tobago    | 51.18   | q               |
| 7       | 1       | Sabiel Anderson  | Jamaica              | 51.44   | Q               |
| 8       | 2       | Jeffery Gibson   | Bahamas              | 51.80   | q               |
| 9       | 1       | Junior Hinds     | Ilhas Caimã          | 52.45   | Recorde pessoal |
| 10      | 1       | Alejandro Parada | México               | 53.60   |                 |
| 11      | 2       | Maxwell Hyman    | Ilhas Caimã          | 1:00.96 |                 |
| 12      | 2       | Stefan Goodridge | Barbados             | DNF     |                 |
| 13      | 1       | Kervin Morgan    | Trinidad e Tobago    | DNS     |                 |

| Posição           | Atleta          | Nacionalidade        | Tempo | Notas |
| ----------------- | --------------- | -------------------- | ----- | ----- |
| Medalha de ouro   | Jeshua Anderson | Estados Unidos       | 49.33 |       |
| Medalha de prata  | Winder Cuevas   | República Dominicana | 50.13 |       |
| Medalha de bronze | Reginald Wyatt  | Estados Unidos       | 50.15 |       |
| 4                 | Nathan Arnett   | Bahamas              | 51.16 |       |
| 5                 | Emmanuel Mayers | Trinidad e Tobago    | 51.77 |       |
| 6                 | Sabiel Anderson | Jamaica              | 52.35 |       |
| 7                 | Jeffery Gibson  | Bahamas              | 52.43 |       |
| 8                 | Roxroy Cato     | Jamaica              | 53.73 |       |

### 3.000 metros com obstáculos
Final
| Posição           | Atleta              | Nacionalidade        | Tempo   | Notas |
| ----------------- | ------------------- | -------------------- | ------- | ----- |
| Medalha de ouro   | Donald Cabral       | Estados Unidos       | 8:52:67 |       |
| Medalha de prata  | Álvaro Abreu        | República Dominicana | 9:27:18 |       |
| Medalha de bronze | Stephen Finley      | Estados Unidos       | 9:57:49 |       |
| 4                 | José Rafael Bañales | México               | SCR     |       |

### Revezamento 4x100 m
Final
| Posição          | Nacionalidade        | Atletas                                                    | Tempo | Notas |
| ---------------- | -------------------- | ---------------------------------------------------------- | ----- | ----- |
| Medalha de ouro  | Estados Unidos       | Fred Rose Brandon Byram Maurice Mitchell Curtis Mitchell   | 38.96 |       |
| Medalha de prata | Jamaica              | Oshane Bailey Ramone McKenzie Jacques Harvey Rasheed Dwyer | 39.36 |       |
| 3                | República Dominicana | Enmanuel Brioso Winder Cuevas Geovanny Felix Joel Mejia    | DNF   |       |
| 4                | Bahamas              | Cordero Bonamy Jamal Forbes Dennis Bain Jonathan Davis     | DNF   |       |
| 5                | Ilhas Caimã          | Richard Ibeh Steven Reid Maxwell Hyman Junior Hinds        | DNS   |       |
| 6                | Trinidad e Tobago    |                                                            | SCR   |       |
| 7                | Canadá               |                                                            | SCR   |       |
| 8                | Porto Rico           | Ángel Flores                                               | SCR   |       |

### Revezamento 4x400 m
Final
| Posição           | Nacionalidade        | Atletas                                                        | Tempo   | Notas                 |
| ----------------- | -------------------- | -------------------------------------------------------------- | ------- | --------------------- |
| Medalha de ouro   | Estados Unidos       | LeJerald Betters O'Neal Wilder Joey Hughes Tavaris Tate        | 2:58.83 | Recorde do campeonato |
| Medalha de prata  | Bahamas              | LaToy Williams Demetrius Pinder Jamal Butler La'Sean Pickstock | 3:02.91 |                       |
| Medalha de bronze | Trinidad e Tobago    | Ade Alleyne-Forte Zwade Hewitt Garvin Nero Emmanuel Mayers     | 3:07.95 |                       |
| 4                 | Jamaica              | Roxroy Cato Teo Bennett Jason Livermore Ramone McKenzie        | 3:10.71 |                       |
| 5                 | Canadá               | Reid Gustavson Olivier Collin Anthony Berkis Jonathan Reid     | 3:14.58 |                       |
| 6                 | Antilhas Holandesas  | Terence Agard Liemarvin Bonevacia Javier Agard Jairo Troeman   | 3:15.66 | Recorde nacional      |
| 7                 | República Dominicana | Gustavo Cuesta Winder Cuevas Joel Mejia Enmanuel Brioso        | DNS     |                       |
| 8                 | México               |                                                                | DNS     |                       |

### 20 km marcha atlética
Final
| Posição           | Atleta                | Nacionalidade  | Tempo      | Notas |
| ----------------- | --------------------- | -------------- | ---------- | ----- |
| Medalha de ouro   | Isaac Palma           | México         | 1:28:53:38 | ,     |
| Medalha de prata  | Jorge Humberto Zárate | México         | 1:39:39:43 |       |
| Medalha de bronze | Dan Serianni          | Estados Unidos | 1:41:29:23 |       |
| 4                 | Jose Moncada          | Estados Unidos | 1:45:14:51 |       |
| 5                 | José Ledezma          | Costa Rica     | 1:48:09:37 |       |

### Salto em altura
Final
| Posição           | Atleta             | Nacionalidade            | 1.90 | 1.95 | 2.00 | 2.05 | 2.10 | 2.13 | 2.16 | 2.19 | 2.21 | 2.23 | 2.25 | Resultado | Notas |
| ----------------- | ------------------ | ------------------------ | ---- | ---- | ---- | ---- | ---- | ---- | ---- | ---- | ---- | ---- | ---- | --------- | ----- |
| Medalha de ouro   | Paul Hamilton      | Estados Unidos           | -    | -    | -    | O    | O    | O    | XO   | XO   | XO   | XO   | XXX  | 2.23m     | =     |
| Medalha de prata  | Ricky Robertson    | Estados Unidos           | -    | -    | -    | -    | O    | O    | O    | XO   | XXO  | XO   | XXX  | 2.23m     |       |
| Medalha de bronze | Jamal Wilson       | Bahamas                  | -    | -    | -    | -    | O    | XXO  | XXX  |      |      |      |      | 2.13m     |       |
| 4                 | Thorrold Murray    | Barbados                 | -    | -    | -    | O    | O    | XXX  |      |      |      |      |      | 2.10m     |       |
| 5                 | Keron Stout        | Ilhas Virgens Britânicas | O    | O    | XXX  |      |      |      |      |      |      |      |      | 1.95m     |       |
| 6                 | DaCosta Walbrook   | Antígua e Barbuda        | -    | XO   | XXX  |      |      |      |      |      |      |      |      | 1.95m     |       |
| 7                 | Hugo César Ramírez | México                   | O    | XXX  |      |      |      |      |      |      |      |      |      | 1.90m     |       |
| 8                 | Yoann Romney       | Anguila                  | XO   | XXX  |      |      |      |      |      |      |      |      |      | 1.90m     |       |
| 9                 | Andrew Bachelor    | Jamaica                  | -    | -    | -    | XXX  |      |      |      |      |      |      |      | NH        |       |
| 10                | Akeame Mussington  | Anguila                  | XXX  |      |      |      |      |      |      |      |      |      |      | NH        |       |

### Salto com vara
Final
| Posição           | Atleta         | Nacionalidade        | 4.30 | 4.40 | 4.50 | 4.60 | 4.70 | 4.80 | 4.90 | 5.00 | 5.05 | 5.10 | 5.25 | 5.40 | 5.56 | 5.77 | Resultado | Notas                 |
| ----------------- | -------------- | -------------------- | ---- | ---- | ---- | ---- | ---- | ---- | ---- | ---- | ---- | ---- | ---- | ---- | ---- | ---- | --------- | --------------------- |
| Medalha de ouro   | Jordan Scott   | Estados Unidos       | -    | -    | -    | -    | -    | -    | -    | -    | O    | -    | O    | XO   | XXO  | XXX  | 5.56m     | Recorde do campeonato |
| Medalha de prata  | Deryk Theodore | Canadá               | -    | -    | -    | -    | -    | O    | -    | O    | -    | XXO  | XXX  |      |      |      | 5.10m     |                       |
| Medalha de bronze | Ryan Vu        | Canadá               | -    | -    | -    | -    | -    | O    | -    | O    | -    | XXX  |      |      |      |      | 5.00m     |                       |
| 4                 | K'Don Samuels  | Jamaica              | O    | -    | -    | -    | O    | -    | O    | XXX  |      |      |      |      |      |      | 4.90m     |                       |
| 5                 | Jorge Montes   | República Dominicana | -    | -    | -    | O    | XXX  |      |      |      |      |      |      |      |      |      | 4.60m     |                       |
| 6                 | Rick Valcin    | Santa Lúcia          | XO   | O    | O    | XO   | XXX  |      |      |      |      |      |      |      |      |      | 4.60m     |                       |
| 7                 | Yeisel Cintrón | Porto Rico           | -    | -    | -    | -    | -    | XXX  |      |      |      |      |      |      |      |      | NH        |                       |
| 8                 | Jack Whitt     | Estados Unidos       | -    | -    | -    | -    | -    | -    | -    | -    | XXX  |      |      |      |      |      | NH        |                       |

### Salto em comprimento
Final
| Posição           | Atleta            | Nacionalidade     | #1                | #2               | #3               | #4               | #5               | #6               | Resultado         | Notas |
| ----------------- | ----------------- | ----------------- | ----------------- | ---------------- | ---------------- | ---------------- | ---------------- | ---------------- | ----------------- | ----- |
| Medalha de ouro   | Christian Taylor  | Estados Unidos    | FOUL (2.0 m/s)    | 7.82m (+0.0 m/s) | FOUL (0.2 m/s)   | 7.66m (-0.7 m/s) | 7.74m (-0.2 m/s) | FOUL (-0.1 m/s)  | 7.82m (+0.0 m/s)  |       |
| Medalha de prata  | Chris Phipps      | Estados Unidos    | FOUL (2.0 m/s)    | 7.70m (0.3 m/s)  | 7.74m (0.1 m/s)  | 7.80m (-1.0 m/s) | 7.67m (-0.8 m/s) | FOUL (-0.6 m/s)  | 7.80m (-1.0 m/s)  |       |
| Medalha de bronze | Marcos Amalbert   | Porto Rico        | 7.22m (0.1 m/s)   | 7.25m (-0.5 m/s) | FOUL (-0.3 m/s)  | 7.20m (+0.0 m/s) | 7.31m (-0.8 m/s) | 7.50m (-0.4 m/s) | 7.50m (-0.4 m/s)  |       |
| 4                 | Kadeem Douglas    | Canadá            | 7.28m w (2.7 m/s) | FOUL (1.4 m/s)   | FOUL (1.0 m/s)   | 7.36m (0.1 m/s)  | 7.24m (-0.7 m/s) | 7.42m (-1.2 m/s) | 7.42m (-1.2 m/s)  |       |
| 5                 | Kyron Blaise      | Trinidad e Tobago | 7.33m (-0.2 m/s)  | FOUL (0.3 m/s)   | FOUL (-0.3 m/s)  | 7.30m (-0.4 m/s) | 7.35m (-0.8 m/s) | FOUL (-1.7 m/s)  | 7.35m (-0.8 m/s)  |       |
| 6                 | Miguel Hernández  | México            | 7.28m w (3.4 m/s) | 7.06m (-0.9 m/s) | 7.15m (0.5 m/s)  | 7.14m (-0.1 m/s) | 7.08m (-0.7 m/s) | 7.15m (-1.3 m/s) | 7.28m w (3.4 m/s) |       |
| 7                 | Stanley Poitier   | Bahamas           | 6.91m w (2.1 m/s) | 6.71m (0.6 m/s)  | 6.82m (-1.8 m/s) | 6.79m (-0.2 m/s) | 6.71m (-1.1 m/s) | 6.71m (-0.5 m/s) | 6.91m w (2.1 m/s) |       |
| 8                 | Akeame Mussington | Anguila           | 6.81m (1.4 m/s)   | 6.87m (1.0 m/s)  | FOUL (1.0 m/s)   | 6.07m (0.2 m/s)  | -                | -                | 6.87m (1.0 m/s)   |       |
| 9                 | Roshano Cox       | Turcas e Caicos   | FOUL              | FOUL             | -                |                  |                  |                  | FOUL              |       |
| 10                | Ramon Cooper      | Jamaica           |                   |                  |                  |                  |                  |                  | SCR               |       |

### Salto triplo
Final
| Posição           | Atleta           | Nacionalidade     | #1                 | #2                 | #3                 | #4               | #5               | #6               | Resultado        | Notas |
| ----------------- | ---------------- | ----------------- | ------------------ | ------------------ | ------------------ | ---------------- | ---------------- | ---------------- | ---------------- | ----- |
| Medalha de ouro   | Christian Taylor | Estados Unidos    | 16.16m w (2.6 m/s) | 16.36m w (2.2 m/s) | FOUL w (2.6 m/s)   | 16.33m (1.6 m/s) | 16.66m (1.2 m/s) | 16.46m (1.5 m/s) | 16.66m (1.2 m/s) |       |
| Medalha de prata  | Joshua Como      | Estados Unidos    | 15.62m w (2.1 m/s) | FOUL (2.0 m/s)     | 15.74m w (2.3 m/s) | 15.78m (1.8 m/s) | 15.95m (0.8 m/s) | 15.50m (1.4 m/s) | 15.95m (0.8 m/s) |       |
| Medalha de bronze | J'Vente Deveaux  | Bahamas           | 15.06m (1.4 m/s)   | FOUL (2.0 m/s)     | 14.98m w (2.2 m/s) | FOUL (1.4 m/s)   | 15.55m (1.4 m/s) | 15.49m (1.0 m/s) | 15.55m (1.4 m/s) |       |
| 4                 | Antillio Bastian | Bahamas           | FOUL w (2.1 m/s)   | FOUL (1.2 m/s)     | FOUL (2.0 m/s)     | -                | FOUL w (3.1 m/s) | 14.92m (1.1 m/s) | 14.92m (1.1 m/s) |       |
| 9                 | Kyron Blaise     | Trinidad e Tobago | FOUL (1.7 m/s)     | -                  | -                  | -                | -                | -                | FOU              |       |
| 9                 | David Badilla    | México            |                    |                    |                    |                  |                  |                  | SCR              |       |

### Arremesso de peso
Final
| Posição           | Atleta                | Nacionalidade  | #1     | #2     | #3     | #4     | #5     | #6     | Resultado | Notas |
| ----------------- | --------------------- | -------------- | ------ | ------ | ------ | ------ | ------ | ------ | --------- | ----- |
| Medalha de ouro   | Kurt Roberts          | Estados Unidos | 14.72m | 17.29m | 17.56m | 17.67m | 18.60m | FOUL   | 18.60m    |       |
| Medalha de prata  | Aaron Studt           | Estados Unidos | 17.65m | 17.56m | 18.21m | FOUL   | 18.00m | FOUL   | 18.21m    |       |
| Medalha de bronze | Odane Richards        | Jamaica        | 16.43m | FOUL   | 17.85m | 17.48m | FOUL   | 18.03m | 18.03m    |       |
| 4                 | Andrew Smith          | Canadá         | 17.75m | 17.04m | 16.91m | FOUL   | FOUL   | FOUL   | 17.75m    |       |
| 5                 | Mario Cota            | México         | 17.38m | FOUL   | 17.39m | 17.06m | 17.61m | 17.28m | 17.61m    |       |
| 6                 | Tim Hendry-Gallagher  | Canadá         | FOUL   | 16.05m | FOUL   | 16.15m | FOUL   | 17.10m | 17.10m    |       |
| 7                 | Raymond Brown         | Jamaica        | 16.24m | 15.72m | FOUL   | FOUL   | FOUL   | 16.17m | 16.24m    |       |
| 8                 | Carlos Martínez Pérez | Porto Rico     | 15.61m | FOUL   | 16.03m | FOUL   | FOUL   | FOUL   | 16.03m    |       |

### Lançamento de disco
Final
| Posição           | Atleta         | Nacionalidade  | #1     | #2     | #3     | #4     | #5     | #6     | Resultado | Notas                 |
| ----------------- | -------------- | -------------- | ------ | ------ | ------ | ------ | ------ | ------ | --------- | --------------------- |
| Medalha de ouro   | Mason Finley   | Estados Unidos | 58.55m | FOUL   | 56.04m | 55.17m | 58.10m | 59.59m | 59.59m    | Recorde do campeonato |
| Medalha de prata  | Mario Cota     | México         | 54.92m | 56.74m | FOUL   | 53.44m | 58.01m | 55.19m | 58.01m    | Recorde nacional      |
| Medalha de bronze | Nick Jones     | Estados Unidos | 51.91m | 56.84m | FOUL   | FOUL   | 57.03m | 54.54m | 57.03m    |                       |
| 4                 | Odane Richards | Jamaica        | 53.95m | 50.16m | 52.38m | 54.53m | 55.00m | FOUL   | 55.00m    |                       |
| 5                 | Raymond Brown  | Jamaica        | FOUL   | 41.56m | FOUL   | FOUL   | -      | -      | 41.56m    |                       |

### Lançamento de martelo
Final
| Posição           | Atleta                 | Nacionalidade  | #1     | #2     | #3     | #4     | #5     | #6     | Resultado | Notas                 |
| ----------------- | ---------------------- | -------------- | ------ | ------ | ------ | ------ | ------ | ------ | --------- | --------------------- |
| Medalha de ouro   | Chris Cralle           | Estados Unidos | 68.84m | 69.61m | 70.42m | 68.39m | 69.13m | 70.71m | 70.71m    | Recorde do campeonato |
| Medalha de prata  | Walter Henning         | Estados Unidos | 69.04m | FOUL   | 66.05m | FOUL   | 69.33m | FOUL   | 69.33m    |                       |
| Medalha de bronze | Nolan Henderson        | Canadá         | 64.08m | 65.98m | 66.16m | 65.81m | 66.28m | 66.22m | 66.28m    |                       |
| 4                 | Jean Rosario           | Porto Rico     | 58.54m | FOUL   | 60.39m | 61.90m | FOUL   | 61.41m | 61.90m    |                       |
| 5                 | Ricardo Castilleja     | México         | 59.90m | FOUL   | FOUL   | 59.52m | 58.10m | FOUL   | 59.90m    |                       |
| 6                 | Wilfredo DeJesus Elias | Porto Rico     |        |        |        |        |        |        | SCR       |                       |

### Lançamento de dardo
Final
| Posição           | Atleta           | Nacionalidade            | #1     | #2     | #3     | #4     | #5     | #6     | Resultado | Notas |
| ----------------- | ---------------- | ------------------------ | ------ | ------ | ------ | ------ | ------ | ------ | --------- | ----- |
| Medalha de ouro   | Juan José Mendez | México                   | 69.94m | FOUL   | 62.82m | 64.60m | 67.26m | 67.95m | 69.94m    |       |
| Medalha de prata  | Cooper Thompson  | Estados Unidos           | 63.14m | 65.04m | FOUL   | 69.52m | FOUL   | 66.08m | 69.52m    |       |
| Medalha de bronze | Brian Moore      | Estados Unidos           | 62.84m | FOUL   | FOUL   | FOUL   | 68.41m | 63.96m | 68.41m    |       |
| 4                 | Kyle Nielsen     | Canadá                   | 67.55m | 64.40m | FOUL   | FOUL   | 66.48m | FOUL   | 67.55m    |       |
| 5                 | Felipe Ortiz     | Porto Rico               | FOUL   | 61.45m | 61.86m | 63.61m | FOUL   | 66.95m | 66.95m    |       |
| 6                 | Emmanuel Stewart | Trinidad e Tobago        | 56.19m | 63.50m | 62.71m | 58.58m | FOUL   | 60.14m | 63.50m    |       |
| 7                 | Casey Garbaty    | Canadá                   | 60.42m | 57.98m | FOUL   | 57.64m | FOUL   | 58.84m | 60.42m    |       |
| 8                 | Omar Jones       | Ilhas Virgens Britânicas | 57.75m | 55.33m | 53.24m | 56.44m | 59.07m | 58.17m | 59.07m    |       |
| 9                 | Oraine Brown     | Antígua e Barbuda        | 53.74m | 50.22m | FOUL   |        |        |        | 53.74m    |       |
| 10                | Josué Menéndez   | México                   |        |        |        |        |        |        | SCR       |       |
| 11                | Albert Reynolds  | Santa Lúcia              |        |        |        |        |        |        | SCR       |       |

### Decatlo
Final

| Pos.              | Atleta               | Nacionalidade  | 100 m            | SD              | AP         | SA        | 400 m     | 110 m C/B        | AD         | SV        | LD         | 1500 m      | PG   | Notas                 |
| ----------------- | -------------------- | -------------- | ---------------- | --------------- | ---------- | --------- | --------- | ---------------- | ---------- | --------- | ---------- | ----------- | ---- | --------------------- |
| Medalha de ouro   | Gray Horn            | Estados Unidos | 11.19 (-1.4) 819 | 7.17m (0.5) 854 | 12.87m 659 | 1.97m 776 | 51.13 763 | 14.57 (-0.6) 902 | 38.29m 630 | 4.60m 790 | 52.27m 622 | 4:37.73 695 | 7510 | Recorde do campeonato |
| Medalha de prata  | Nicholas Trubachik   | Estados Unidos | 11.40 (-1.4) 774 | 6.56m (1.7) 711 | 13.65m 707 | 2.03m 831 | 50.62 786 | 15.26 (-0.6) 818 | 39.75m 659 | 4.50m 760 | 60.40m 744 | 4:35.84 707 | 7497 |                       |
| Medalha de bronze | Reid Gustavson       | Canadá         | 11.45 (-1.4) 763 | 6.86m (1.6) 781 | 11.65m 585 | 1.85m 670 | 49.55 835 | 16.16 (-0.6) 715 | 33.56m 535 | 4.20m 673 | 48.78m 571 | 4:31.04 738 | 6866 |                       |
| 4                 | Josué Raya           | México         | 11.80 (-1.4) 691 | 6.52m (0.1) 702 | 11.66m 586 | 1.88m 696 | 51.72 737 | 16.52 (-0.6) 675 | 33.85m 541 | 3.60m 509 | 36.90m 397 | 4:34.21 717 | 6251 |                       |
| 5                 | Jorge Eduardo Rivera | México         |                  |                 |            |           |           |                  |            |           |            |             | DNS  |                       |
| 6                 | Nick Adcock          | Estados Unidos |                  |                 |            |           |           |                  |            |           |            |             | SCR  |                       |

## Resultado feminino

### 100 metros
| Posição | Bateria | Atleta                | Nacionalidade         | Tempo | Notas |
| ------- | ------- | --------------------- | --------------------- | ----- | ----- |
| 1       | 2       | Jeneba Tarmoh         | Estados Unidos        | 11.51 | Q     |
| 2       | 1       | Samantha Henry        | Jamaica               | 11.63 | Q     |
| 3       | 2       | Semoy Hackett         | Trinidad e Tobago     | 11.65 | Q     |
| 4       | 1       | Kenyanna Wilson       | Estados Unidos        | 11.75 | Q     |
| 5       | 2       | Tricia Hawthorne      | Jamaica               | 11.77 | Q     |
| 6       | 1       | Miana Griffiths       | Canadá                | 11.83 | Q     |
| 7       | 2       | Tameka Williams       | São Cristóvão e Neves | 11.85 | q     |
| 8       | 1       | Shakera Reece         | Barbados              | 11.93 | q     |
| 9       | 1       | Mariely Sánchez       | República Dominicana  | 12.41 |       |
| 10      | 2       | Charlesha Lightbourne | Bahamas               | 12.45 |       |

| Posição           | Atleta           | Nacionalidade         | Tempo   | Notas |
| ----------------- | ---------------- | --------------------- | ------- | ----- |
| Medalha de ouro   | Jeneba Tarmoh    | Estados Unidos        | 11.00 w |       |
| Medalha de prata  | Samantha Henry   | Jamaica               | 11.25 w |       |
| Medalha de bronze | Kenyanna Wilson  | Estados Unidos        | 11.32 w |       |
| 4                 | Semoy Hackett    | Trinidad e Tobago     | 11.33 w |       |
| 5                 | Tricia Hawthorne | Jamaica               | 11.53 w |       |
| 6                 | Shakera Reece    | Barbados              | 11.71 w |       |
| 7                 | Miana Griffiths  | Canadá                | 11.73 w |       |
| 8                 | Tameka Williams  | São Cristóvão e Neves | 12.78 w |       |

### 200 metros
| Posição | Bateria | Atleta                | Nacionalidade         | Tempo   | Notas |
| ------- | ------- | --------------------- | --------------------- | ------- | ----- |
| 1       | 2       | Candyce McGrone       | Estados Unidos        | 23.01 w | Q     |
| 2       | 2       | Amonn Nelson          | Canadá                | 23.25 w | Q     |
| 3       | 1       | Tiffany Townsend      | Estados Unidos        | 23.31 w | Q     |
| 4       | 1       | Kimberly Hyacinthe    | Canadá                | 23.32 w | Q     |
| 5       | 2       | Audra Segree          | Jamaica               | 23.85 w | Q     |
| 6       | 2       | Margarita Manzueta    | República Dominicana  | 24.39 w | q     |
| 7       | 1       | Charlesha Lightbourne | Bahamas               | 24.41 w | Q     |
| 8       | 1       | Mariely Sánchez       | República Dominicana  | 24.89 w | q     |
| 9       | 1       | Tricia Hawthorne      | Jamaica               | FS      |       |
| 10      | 1       | Tameka Williams       | São Cristóvão e Neves | DNS     |       |
| 11      | 2       | Semoy Hackett         | Trinidad e Tobago     | DNS     |       |

| Posição           | Atleta                | Nacionalidade        | Tempo   | Notas |
| ----------------- | --------------------- | -------------------- | ------- | ----- |
| Medalha de ouro   | Tiffany Townsend      | Estados Unidos       | 22.92 w |       |
| Medalha de prata  | Kimberly Hyacinthe    | Canadá               | 23.14 w |       |
| Medalha de bronze | Candyce McGrone       | Estados Unidos       | 23.16 w |       |
| 4                 | Amonn Nelson          | Canadá               | 23.17 w |       |
| 5                 | Audra Segree          | Jamaica              | 23.65 w |       |
| 6                 | Charlesha Lightbourne | Bahamas              | 24.73 w |       |
| 7                 | Margarita Manzueta    | República Dominicana | 24.97 w |       |
| 8                 | Mariely Sánchez       | República Dominicana | 25.85 w |       |

### 400 metros
Final
| Posição           | Atleta             | Nacionalidade        | Tempo | Notas |
| ----------------- | ------------------ | -------------------- | ----- | ----- |
| Medalha de ouro   | Shelise Williams   | Estados Unidos       | 53.08 |       |
| Medalha de prata  | Ebony Collins      | Estados Unidos       | 53.31 |       |
| Medalha de bronze | Raysa Sánchez      | República Dominicana | 54.08 |       |
| 4                 | Afiya Walker       | Trinidad e Tobago    | 54.48 |       |
| 5                 | Verone Chambers    | Jamaica              | 54.54 |       |
| 6                 | Alecia Cutenar     | Jamaica              | 55.72 |       |
| 7                 | Karla Dueñas       | México               | 56.22 |       |
| 8                 | Margarita Manzueta | República Dominicana | 56.78 |       |
| 9                 | Amonn Nelson       | Canadá               | SCR   |       |

### 800 metros
Final
| Posição           | Atleta            | Nacionalidade            | Tempo   | Notas |
| ----------------- | ----------------- | ------------------------ | ------- | ----- |
| Medalha de ouro   | Jessica Smith     | Canadá                   | 2:04:96 |       |
| Medalha de prata  | Christina Rodgers | Estados Unidos           | 2:05:00 |       |
| Medalha de bronze | Anna Layman       | Estados Unidos           | 2:05:39 |       |
| 4                 | Melissa Bishop    | Canadá                   | 2:05:66 |       |
| 5                 | Shelleyka Rolle   | Bahamas                  | 2:13:40 |       |
| 6                 | Romona Nicholls   | Bahamas                  | 2:14:58 |       |
| 7                 | Samantha John     | Ilhas Virgens Britânicas | SCR     |       |

### 1.500 metros
Final
| Posição           | Atleta            | Nacionalidade  | Tempo   | Notas |
| ----------------- | ----------------- | -------------- | ------- | ----- |
| Medalha de ouro   | Keri Bland        | Estados Unidos | 4:24:38 |       |
| Medalha de prata  | Jessica O'Connell | Canadá         | 4:25:78 |       |
| Medalha de bronze | Ashley Verplank   | Estados Unidos | 4:28:75 |       |
| 4                 | Julieta Bautista  | México         | 4:34:62 |       |

### 5.000 metros
Final
| Posição           | Atleta            | Nacionalidade  | Tempo    | Notas |
| ----------------- | ----------------- | -------------- | -------- | ----- |
| Medalha de ouro   | Jessica O'Connell | Canadá         | 17:15:73 |       |
| Medalha de prata  | Beatriz Hernández | México         | 17:32:75 |       |
| Medalha de bronze | Tara Erdmann      | Estados Unidos | 18:27:49 |       |
| 4                 | María Reyna Mota  | México         | SCR      |       |
| 5                 | Sara Prieto       | México         | SCR      |       |

### 10.000 metros
Final
| Posição           | Atleta            | Nacionalidade  | Tempo    | Notas                 |
| ----------------- | ----------------- | -------------- | -------- | --------------------- |
| Medalha de ouro   | Sarah Porter      | Estados Unidos | 36:15:51 | Recorde do campeonato |
| Medalha de prata  | Dianna Cisneros   | México         | 36:59:66 |                       |
| Medalha de bronze | Amanda Goetschius | Estados Unidos | 37:18:81 |                       |
| 4                 | Beatriz Hernández | México         | 39:43:05 |                       |

### 100 metros barreiras
Final 
Vento: +2.3 m/s
| Posição           | Atleta                   | Nacionalidade  | Tempo   | Notas |
| ----------------- | ------------------------ | -------------- | ------- | ----- |
| Medalha de ouro   | Ti'erra Brown            | Estados Unidos | 12.86 w |       |
| Medalha de prata  | Michaylin Golladay       | Estados Unidos | 13.07 w |       |
| Medalha de bronze | Rosemary Carty           | Jamaica        | 13.22 w |       |
| 4                 | Noelle Montcalm          | Canadá         | 13.25 w |       |
| 5                 | Alyssa Costas            | Porto Rico     | 13.99 w |       |
| 6                 | Carla Gabriela Rodríguez | México         | 14.60 w |       |
| 7                 | Janelle Gordon           | Jamaica        | DNS     |       |
| 8                 | Litzy Vázquez            | Porto Rico     | SCR     |       |

### 400 metros barreiras
Final
| Posição           | Atleta                   | Nacionalidade     | Tempo   | Notas                 |
| ----------------- | ------------------------ | ----------------- | ------- | --------------------- |
| Medalha de ouro   | Ti'erra Brown            | Estados Unidos    | 55.14   | Recorde do campeonato |
| Medalha de prata  | Tameka Jameson           | Estados Unidos    | 55.97   |                       |
| Medalha de bronze | Nikita Tracey            | Jamaica           | 56.89   |                       |
| 4                 | Janeil Bellille          | Trinidad e Tobago | 56.95   |                       |
| 5                 | Sarah Wells              | Canadá            | 57.64   |                       |
| 6                 | Michelle Cumberbatch     | Bahamas           | 59.26   |                       |
| 7                 | Kathyenid Rivera         | Porto Rico        | 59.30   |                       |
| 8                 | Andrea Reid              | Jamaica           | 1:01.08 |                       |
| 9                 | Karla Dueñas             | México            | SCR     |                       |
| 10                | Carla Gabriela Rodríguez | México            | SCR     |                       |

### 3.000 metros com obstáculos
Final
| Posição           | Atleta           | Nacionalidade  | Tempo    | Notas                 |
| ----------------- | ---------------- | -------------- | -------- | --------------------- |
| Medalha de ouro   | Rebeka Stowe     | Estados Unidos | 10:08:58 | Recorde do campeonato |
| Medalha de prata  | Stephanie Garcia | Estados Unidos | 10:20:50 |                       |
| Medalha de bronze | Sara Prieto      | México         | 10:54:34 |                       |

### Revezamento 4x100 m
Final
| Posição           | Nacionalidade  | Atletas                                                                | Tempo | Notas                 |
| ----------------- | -------------- | ---------------------------------------------------------------------- | ----- | --------------------- |
| Medalha de ouro   | Estados Unidos | Jeneba Tarmoh Amber Purvis Tiffany Townsend Kenyanna Wilson            | 43.07 | Recorde do campeonato |
| Medalha de prata  | Jamaica        | Rosemary Carty Samantha Henry Audra Segree Tricia Hawthorne            | 44.20 |                       |
| Medalha de bronze | Bahamas        | Charlesha Lightbourne Yanique Clarke Ashley Hanna Michelle Cumberbatch | 46.82 |                       |
| 4                 | Canadá         |                                                                        | SCR   |                       |

### Revezamento 4x400 m
Final
| Posição           | Nacionalidade        | Atletas                                                           | Tempo   | Notas |
| ----------------- | -------------------- | ----------------------------------------------------------------- | ------- | ----- |
| Medalha de ouro   | Estados Unidos       | Ebony Collins Amber Purvis Shelise Williams Tameka Jameson        | 3:29.80 |       |
| Medalha de prata  | Jamaica              | Verone Chambers Nikita Tracey Andrea Reid Alecia Cutenar          | 3:38.05 |       |
| Medalha de bronze | Canadá               | Amonn Nelson Jessica Smith Miana Griffiths Sarah Wells            | 3:40.09 |       |
| 4                 | República Dominicana | Stephany Jiménez Raysa Sánchez Mariely Sánchez Margarita Manzueta | 3:42.15 |       |
| 5                 | Bahamas              | Ashley Hanna Michelle Cumberbatch Yanique Clarke Shelleyka Rolle  | 3:45.51 |       |

### 10 km marcha atlética
Final
| Posição           | Atleta                 | Nacionalidade  | Tempo    | Notas |
| ----------------- | ---------------------- | -------------- | -------- | ----- |
| Medalha de ouro   | Erandi Magdalena Uribe | México         | 50:12:27 |       |
| Medalha de prata  | Lauren Forgues         | Estados Unidos | 51:06:38 |       |
| Medalha de bronze | Lizbeth Silva          | México         | 52:31:78 |       |
| 4                 | Miranda Melville       | Estados Unidos | 53:03:30 |       |

### Salto em altura
Final
| Posição           | Atleta            | Nacionalidade         | 1.65 | 1.70 | 1.73 | 1.76 | 1.79 | 1.81 | 1.83 | 1.86 | 1.90 | Resultado | Notas |
| ----------------- | ----------------- | --------------------- | ---- | ---- | ---- | ---- | ---- | ---- | ---- | ---- | ---- | --------- | ----- |
| Medalha de ouro   | Amber Kaufman     | Estados Unidos        | -    | -    | O    | O    | O    | XO   | XO   | XO   | XXX  | 1.86m     |       |
| Medalha de prata  | April Sinkler     | Estados Unidos        | -    | O    | O    | O    | O    | O    | XXX  |      |      | 1.81m     |       |
| Medalha de bronze | Caleigh Bacchus   | Trinidad e Tobago     | -    | O    | O    | O    | XXX  |      |      |      |      | 1.76m     |       |
| 3                 | Paola Fuentes     | México                | -    | O    | O    | O    | XXX  |      |      |      |      | 1.76m     |       |
| 5                 | Leronique Ponteen | São Cristóvão e Neves | O    | XXX  |      |      |      |      |      |      |      | 1.65m     |       |

### Salto com vara
Final
| Posição           | Atleta                   | Nacionalidade  | 3.60 | 3.80 | 3.90 | 4.00 | 4.10 | 4.20 | 4.30 | 4.40 | Resultado | Notas |
| ----------------- | ------------------------ | -------------- | ---- | ---- | ---- | ---- | ---- | ---- | ---- | ---- | --------- | ----- |
| Medalha de ouro   | Gabriella Duclos-Lasnier | Canadá         | -    | -    | -    | -    | O    | XXO  | XO   | XXX  | 4.30m     |       |
| Medalha de prata  | Melissa Gergel           | Estados Unidos | -    | -    | -    | XO   | O    | XXX  |      |      | 4.10m     |       |
| Medalha de bronze | Rachel Laurent           | Estados Unidos | -    | XXO  | O    | XXX  |      |      |      |      | 3.90m     |       |
| 3                 | Ariane Beaumont-Courteau | Canadá         | XO   | XO   | O    | XXX  |      |      |      |      | 3.90m     |       |

### Salto em comprimento
Final
| Posição           | Atleta                   | Nacionalidade         | #1               | #2               | #3               | #4               | #5               | #6               | Resultado        | Notas |
| ----------------- | ------------------------ | --------------------- | ---------------- | ---------------- | ---------------- | ---------------- | ---------------- | ---------------- | ---------------- | ----- |
| Medalha de ouro   | Shara Proctor            | Anguila               | 6.43m (0.9 m/s)  | 6.15m (-0.2 m/s) | 6.21m (-0.5 m/s) | 6.27m (-0.3 m/s) | FOUL (-1.2 m/s)  | FOUL (0.1 m/s)   | 6.43m (0.9 m/s)  |       |
| Medalha de prata  | Bianca Stuart            | Bahamas               | 6.42m (-0.4 m/s) | FOUL (-0.7 m/s)  | FOUL (0.1 m/s)   | 6.30m (-0.4 m/s) | 4.43m (-0.6 m/s) | 6.35m (0.3 m/s)  | 6.42m (-0.4 m/s) |       |
| Medalha de bronze | April Sinkler            | Estados Unidos        | 6.08m (-0.1 m/s) | 6.23m (-0.1 m/s) | 6.33m (-1.5 m/s) | 6.08m (-0.1 m/s) | 6.22m (-0.4 m/s) | 6.16m (0.2 m/s)  | 6.33m (-1.5 m/s) |       |
| 4                 | Lauryn Newson            | Estados Unidos        | 6.27m (-1.5 m/s) | 6.25m (-0.1 m/s) | 6.08m (-1.1 m/s) | 6.22m (0.8 m/s)  | 6.32m (-0.8 m/s) | 5.89m (0.1 m/s)  | 6.32m (-0.8 m/s) |       |
| 5                 | Sheriffa Whyte           | São Cristóvão e Neves | 5.84m (-1.9 m/s) | 5.41m (0.3 m/s)  | 5.82m (-2.1 m/s) | 5.62m (+0.0 m/s) | 5.59m (0.2 m/s)  | 5.70m (-0.6 m/s) | 5.84m (-1.9 m/s) |       |
| 6                 | Yvonne Alejandra Treviño | México                | FOUL (-0.6 m/s)  | 5.69m (+0.0 m/s) | FOUL (-0.3 m/s)  | FOUL (0.4 m/s)   | 5.59m (-0.5 m/s) | FOUL (-1.0 m/s)  | 5.69m (+0.0 m/s) |       |
| 7                 | Keythra Richards         | Bahamas               | 5.46m (-0.8 m/s) | 5.67m (-0.2 m/s) | 5.55m (-0.3 m/s) | 5.39m (0.2 m/s)  | FOUL (-0.5 m/s)  | 5.33m (-0.3 m/s) | 5.67m (-0.2 m/s) |       |
| 8                 | Liliana Hernández        | México                | FOUL (-0.4 m/s)  | FOUL (-0.6 m/s)  | 5.06m (-1.6 m/s) | 4.66m (0.2 m/s)  | FOUL (-1.0 m/s)  | FOUL (-0.6 m/s)  | 5.06m (-1.6 m/s) |       |
| 9                 | Salcia Slack             | Jamaica               | -                | -                | -                |                  |                  |                  | SCR              |       |
| 10                | Kimberly Williams        | Jamaica               |                  |                  |                  |                  |                  |                  | DNS              |       |
| 11                | Estefany Cruz            | Guatemala             |                  |                  |                  |                  |                  |                  | SCR              |       |
| 12                | Ann-Marie Duffus         | Jamaica               |                  |                  |                  |                  |                  |                  | SCR              |       |

### Salto triplo
Final
| Posição           | Atleta            | Nacionalidade  | #1                 | #2                 | #3                 | #4                 | #5                 | #6                 | Resultado          | Notas |
| ----------------- | ----------------- | -------------- | ------------------ | ------------------ | ------------------ | ------------------ | ------------------ | ------------------ | ------------------ | ----- |
| Medalha de ouro   | Kimberly Williams | Jamaica        | 14.14m w (3.1 m/s) | 14.10m w (2.4 m/s) | 14.13m w (2.5 m/s) | 13.90m (2.0 m/s)   | 13.84m w (2.5 m/s) | 13.79m (1.1 m/s)   | 14.14m w (3.1 m/s) |       |
| Medalha de prata  | Ashika Charan     | Estados Unidos | 12.88m w (2.6 m/s) | 13.35m w (2.8 m/s) | 13.29m w (2.8 m/s) | 13.00m w (2.6 m/s) | FOUL (1.7 m/s)     | 12.59m w (2.2 m/s) | 13.35m w (2.8 m/s) |       |
| Medalha de bronze | Melissa Ogbourne  | Jamaica        | FOUL w (2.6 m/s)   | FOUL w (2.6 m/s)   | 13.14m w (2.3 m/s) | 12.92m (1.6 m/s)   | FOUL (1.5 m/s)     | 13.00m (1.9 m/s)   | 13.14m w (2.3 m/s) |       |
| 4                 | April Sinkler     | Estados Unidos | FOUL w (2.3 m/s)   | 12.64m w (2.8 m/s) | 13.07m w (3.5 m/s) | 13.07m w (2.6 m/s) | 12.94m w (2.2 m/s) | 12.98m (1.2 m/s)   | 13.07m w (3.5 m/s) |       |
| 5                 | Liliana Hernández | México         | 12.34m (2.0 m/s)   | 12.50m w (2.2 m/s) | 11.88m w (3.1 m/s) | 11.52m (2.0 m/s)   | FOUL (2.0 m/s)     | 11.90m w (2.1 m/s) | 12.50m w (2.2 m/s) |       |
| 6                 | Keythra Richards  | Bahamas        | 11.12m w (2.5 m/s) | FOUL (2.0 m/s)     | FOUL (1.6 m/s)     | 11.55m (2.0 m/s)   | FOUL w (3.3 m/s)   | 11.51m (1.3 m/s)   | 11.55m (2.0 m/s)   |       |
| 7                 | Estefany Cruz     | Guatemala      |                    |                    |                    |                    |                    |                    | SCR                |       |

### Arremesso de peso
Final
| Posição           | Atleta         | Nacionalidade     | #1     | #2     | #3     | #4     | #5     | #6     | Resultado | Notas |
| ----------------- | -------------- | ----------------- | ------ | ------ | ------ | ------ | ------ | ------ | --------- | ----- |
| Medalha de ouro   | Karen Shump    | Estados Unidos    | 16.69m | 16.33m | 16.89m | 16.95m | 17.43m | FOUL   | 17.43m    | ,     |
| Medalha de prata  | Anna Jelmini   | Estados Unidos    | 15.58m | 15.47m | 16.45m | 16.58m | FOUL   | 16.10m | 16.58m    |       |
| Medalha de bronze | Julie Labonté  | Canadá            | 15.21m | 15.32m | 15.78m | 15.89m | 15.82m | 15.66m | 15.89m    |       |
| 4                 | Paulina Flores | México            | 12.51m | 12.36m | FOUL   | 12.49m | FOUL   | 12.40m | 12.51m    |       |
| 5                 | Melissa Alfred | Dominica          |        |        |        |        |        |        | SCR       |       |
| 6                 | Althea Charles | Antígua e Barbuda |        |        |        |        |        |        | SCR       |       |

### Lançamento de disco
Final
| Posição           | Atleta         | Nacionalidade  | #1     | #2     | #3     | #4     | #5     | #6     | Resultado | Notas                 |
| ----------------- | -------------- | -------------- | ------ | ------ | ------ | ------ | ------ | ------ | --------- | --------------------- |
| Medalha de ouro   | Anna Jelmini   | Estados Unidos | 53.48m | 54.91m | 55.73m | 56.08m | 56.70m | 55.10m | 56.70m    | Recorde do campeonato |
| Medalha de prata  | Jeneva McCall  | Estados Unidos | 54.34m | FOUL   | FOUL   | 54.89m | 55.82m | 56.16m | 56.16m    |                       |
| Medalha de bronze | Paulina Flores | México         | 46.90m | 46.89m | FOUL   | 44.22m | FOUL   | 47.49m | 47.49m    |                       |
| 4                 | Julie Labonté  | Canadá         | 47.20m | FOUL   | FOUL   | 45.36m | 46.79m | 43.83m | 47.20m    |                       |

### Lançamento de martelo
Final
| Posição           | Atleta         | Nacionalidade        | #1     | #2     | #3     | #4     | #5     | #6     | Resultado | Notas                 |
| ----------------- | -------------- | -------------------- | ------ | ------ | ------ | ------ | ------ | ------ | --------- | --------------------- |
| Medalha de ouro   | Heather Steacy | Canadá               | 65.74m | 67.20m | 66.62m | 62.27m | 62.03m | FOUL   | 67.20m    | Recorde do campeonato |
| Medalha de prata  | Jeneva McCall  | Estados Unidos       | 62.46m | 64.17m | 61.57m | 61.06m | FOUL   | 61.18m | 64.17m    |                       |
| Medalha de bronze | Gwen Berry     | Estados Unidos       | 62.55m | FOUL   | FOUL   | FOUL   | FOUL   | FOUL   | 62.55m    |                       |
| 4                 | Annie Larose   | Canadá               | 49.80m | FOUL   | FOUL   | 59.13m | FOUL   | FOUL   | 59.13m    |                       |
| 5                 | Althea Charles | Antígua e Barbuda    | 49.97m | 51.37m | 48.75m | 49.05m | 51.64m | 51.50m | 51.64m    |                       |
| 6                 | Cristina Bello | República Dominicana | FOUL   | FOUL   | 46.73m | FOUL   | 45.94m | FOUL   | 46.73m    |                       |

### Lançamento de dardo
Final
| Posição           | Atleta            | Nacionalidade        | #1     | #2     | #3     | #4     | #5     | #6     | Resultado | Notas            |
| ----------------- | ----------------- | -------------------- | ------ | ------ | ------ | ------ | ------ | ------ | --------- | ---------------- |
| Medalha de ouro   | Elizabeth Gleadle | Canadá               | 53.72m | 47.01m | 49.77m | 48.12m | 50.06m | 48.56m | 53.72m    |                  |
| Medalha de prata  | Fresa Iris Núñez  | República Dominicana | 52.03m | 51.01m | 46.34m | 50.07m | 49.07m | 53.11m | 53.11m    | Recorde nacional |
| Medalha de bronze | Marissa Tschida   | Estados Unidos       | 48.24m | 47.00m | 48.03m | 49.36m | 50.07m | 49.54m | 50.07m    |                  |
| 4                 | Brittany Borman   | Estados Unidos       | 47.11m | 44.01m | 47.01m | 49.01m | 47.02m | 50.02m | 50.02m    |                  |

### Heptatlo
Final

| Colocação         | Atleta          | Nacionalidade  | 100 m C/B        | SA        | AP         | 200 m           | SD               | LD         | 800 m       | Total | Notas            |
| ----------------- | --------------- | -------------- | ---------------- | --------- | ---------- | --------------- | ---------------- | ---------- | ----------- | ----- | ---------------- |
| Medalha de ouro   | Kiani Profit    | Estados Unidos | 14.21 (-1.6) 949 | 1.69m 842 | 12.11m 668 | 24.32 (2.3) 950 | 5.60m (-1.7) 729 | 36.62m 603 | 2:19.19 835 | 5576  |                  |
| Medalha de prata  | Dorcas Akinniyi | Estados Unidos | 14.46 (-1.6) 914 | 1.69m 842 | 11.71m 642 | 25.23 (2.3) 866 | 5.51m (-1.3) 703 | 27.45m 428 | 2:21.09 809 | 5204  |                  |
| Medalha de bronze | Makeba Alcide   | Santa Lúcia    | 14.54 (-1.6) 903 | 1.66m 806 | 11.36m 619 | 25.37 (2.3) 853 | 4.98m (-1.1) 554 | 37.37m 617 | 2:20.24 820 | 5172  | Recorde nacional |

Legenda
| Recorde mundial       | Recorde mundial (World record)               |                       | Recorde africano                      | Recorde africano (African) |                                           | Q | Classificado por posição (Qualified) |
| Recorde do campeonato | Recorde do campeonato (Championship record)  | Recorde da América    | Recorde da América (Americas)         | q                          | Classificado por melhor tempo (Qualified) |   |                                      |
| Melhor marca do ano   | Melhor marca do ano (World leading)          | Recorde asiático      | Recorde asiático (Asian)              | DNS                        | Não largou (Did not start)                |   |                                      |
| Recorde nacional      | Recorde nacional (National record)           | Recorde europeu       | Recorde europeu (European)            | DNF                        | Não terminou (Did not finish)             |   |                                      |
| Recorde pessoal       | Recorde pessoal do atleta (Personal best)    | Recorde da Oceania    | Recorde da Oceania (Oceania)          | DSQ / DQ                   | Desclassificado (Disqualified)            |   |                                      |
| Recorde da temporada  | Recorde da temporada do atleta (Season best) | Recorde sul-americano | Recorde sul-americano (South America) | NM                         | Sem marca (No mark)                       |   |                                      |